# Royale Compagnie du cabaret wallon tournaisien
 (juillet 2017).
Si vous disposez d'ouvrages ou d'articles de référence ou si vous connaissez des sites web de qualité traitant du thème abordé ici, merci de compléter l'article en donnant les références utiles à sa vérifiabilité et en les liant à la section « Notes et références ».
La Royale Compagnie du Cabaret Wallon Tournaisien est une société littéraire et philanthropique d’expression picarde, née le 27 décembre 1907 au cours d’une réunion de la Jeune Garde Wallonne fondée le 19 juin de la même année à l’initiative de Walter Ravez alors jeune avocat et futur haut magistrat. 

## Historique
La Compagnie donne son premier Petit Cabaret le 25 janvier 1908.
Ces petits cabarets sont des réunions réservées aux représentants du sexe masculin, tradition que la Royale Compagnie entend conserver. Les femmes  sont invitées à applaudir les chansonniers aux grands cabarets d’octobre qui ont pour cadre la Salle Jean Noté de la Maison de la Culture.
Depuis quelque temps, les dames peuvent participer à une séance des petits cabarets, tant en janvier qu'en mars.

## Société philanthropique
Chaque année, la Compagnie répond aux appels émanant d’associations humanitaires : « Les Enfants de Tchernobyl », « No Samu », « L’Etape », « La Cassine » à Flobecq, « L’Apper », l'Île en soi",  et le Comité de jumelage Leuze-Ouagadougou sont parmi les derniers en date d’une longue liste…